# Hawker Hector
A Hawker Hector egy brit futár-összekötő illetve könnyű bombázó repülőgép volt, amelyet az 1930-as évek végén rendszeresítettek. A típust főként a brit Királyi Légierő alkalmazta, a franciaországi hadjárat idején, 1940 májusában harci bevetésre is került. A II. világháború alatt néhány példányt átadtak Írországnak. A típus nevét Hektór, a trójai hős ihlette. 

## Kifejlesztése
A Hector-t a Hawker Audax váltótípusának szánták a futár-összekötő szerepkörben. A fejlesztést, valamint a prototípus megépítését a Hawker végezte, de a sorozatgyártás már a Westland Aircraft yeovil-i üzemében zajlott, Somerset megyében. Mivel a bevált Rolls-Royce Kestrel hajtóműveket a Hawker Hind könnyűbombázók gyártásához használták fel, a Hector számára másik motort kellett találni. Így típust végül 24 hengeres, 805 lóerős Napier Dagger III hajtóművel szerelték fel. A prototípus első repülésére 1936. február 14-én került sor, a vezetőülésben George Bulman ült, a Hawker fő tesztpilótája. A prototípuson kívül további 178 darab Hectort gyártottak.

## Alkalmazása
A Királyi Légierő hét futár-összekötő százada 1937 februárjában kapta meg az első Hectorokat, azonban már 1938 júliusában megkezdték a leváltásukat a korszerűbb Westland Lysanderekkel. A Hectorokat fokozatosan átadták a Kisegítő Légierő (Auxiliary Air Force) állományába. A vegyes gépállománnyal rendelkező 613. század a Hawkinge légi bázison települt, innen indultak a Calais-ban körbezárt szövetséges helyőrség támogatására. 1940 május 26-án a század Lysanderei és hat Hector bombázta a Calais-t körülvevő német állásokat. A körbezárt csapatok aznap megadták magukat. Mivel arról a britek későn értesültek a század gépei 27-én megpróbáltak utánpótlást ledobni a védőknek. Az akcióban két Hector veszett oda. A típust későbbiekben célvontatásra, illetve a General Aircraft Hotspur vitorlázógépek vontatására alkalmazták.
Írország légterének védelméhez Nagy-Britanniának is fűződtek érdekei, az Ír Légi Hadtest (Irish Air Corps) azonban nem rendelkezett a feladathoz megfelelő repülőgép-parkkal. Beszerzés terén szinte teljes mértékben a britekre voltak utalva, az ő kapacitásaikat azonban lekötötte az angliai csata. Mivel a modernebb típusokat a saját légterük védelmében kellett felhasználniuk, átmeneti megoldásként 13 darab Hawker Hectort adtak el az íreknek 1941-42 folyamán, ezek viszont rossz műszaki állapotú használt gépek voltak. Az írek rövid ideig tartották szolgálatban a Hectort, az utolsó példányokat 1943 végén kiselejtezték.
A típus igen népszerűtlen volt a földi személyzet körében, elsősorban a bonyolult szerkezetű és meghibásodásra hajlamos motorja miatt. A szorosan elhelyezett 24 hengerhez igen nehezen lehetett hozzáférni, ami nagyban megnehezítette a karbantartást.

## Típusváltozatok
- Hector Mk I : Kétüléses futár-összekötő repülőgép a Királyi Légierő számára.

## Üzemeltető országok
Írország
| Ír lajstromszám | Brit lajstromszám | Sorsa                                               |
| --------------- | ----------------- | --------------------------------------------------- |
| 78              | K 8098            | 1943. októberben selejtezve.                        |
| 79              | K 8102            | 1943. júliusban selejtezve.                         |
| 80              | K 8105            | 1943. augusztusban selejtezve.                      |
| 81              | K 8114            | 1941. október 4-én összeütközött a 83-as Hectorral. |
| 82              | K 8115            | 1943. októberben selejtezve.                        |
| 83              | K 8117            | 1941. október 4-én összeütközött a 81-es Hectorral. |
| 84              | K 8148            | 1943. szeptemberben selejtezve.                     |
| 85              | K 9697            | 1942. augusztus 28-án összetört.                    |
| 86              | K 9725            | 1943. novemberben selejtezve.                       |
| 87              | K 9715            | 1941. július 21-én összetört.                       |
| 88              | K 8130            | 1942. szeptemberben selejtezve.                     |
| 89              | K 8159            | 1943. októberben selejtezve.                        |
| 90              | K 9761            | 1943. októberben selejtezve.                        |

 Egyesült Királyság
A brit Királyi Légierőben az alábbi századoknál repültek Hectorok
- 2. repülőszázad, RAF
- 4. repülőszázad, RAF
- 13. repülőszázad, RAF
- 26. repülőszázad, RAF
- 53. repülőszázad, RAF
- 59. repülőszázad, RAF
- 296. repülőszázad, RAF
- 602. repülőszázad, RAF
- 612. repülőszázad, RAF
- 613. repülőszázad, RAF
- 614. repülőszázad, RAF
- 615. repülőszázad, RAF

## Balesetek, veszteségek
- 1940. május 27. A 613. század K 8116-os gépe Calais-nál ellenséges légvédelmi tűztől súlyosan megsérült. A hazafelé tartó gép a Csatorna felett ködbe került és Dovernél sziklának ütközött. A fedélzeti lövész, Reginald Victor Brown őrvezető meghalt, a pilóta, Reginald Maurice Peter Jenkyns hadnagy súlyos sérülésekkel túlélte a balesetet.[1]

- 1941. szeptember 8. A K 8096-os gép a cumberland-i Red Pike csúcsnak ütközött, a pilóta, James Anderson Craig főhadnagy életét vesztette.[2]

- 1942. május 19. A Királyi Légierő Kidlington-i repterén a K 9749-es Hector leszállás közben a bal szárnyvéggel egy sóderhalomnak ütközött. A repülő kipördült és összetört, a hátsó ülésben helyet foglaló Joseph Simpson őrmester életét vesztette. A pilóta, a lengyel Tomasz Szymoński őrmester súlyosan megsérült, ennek következtében 1943. május 18-án elhunyt.[3]

A Királyi Légierő kötelékében alkalmazott Hectorokkal mintegy negyven repülőesemény történt.

## Fennmaradt példányok
Nem ismert ép állapotban fennmaradt Hawker Hector. A Red Pike csúcson 1941-ben lezuhant gép maradványai jelenleg is a helyszínen találhatók, többek közt a viszonylag ép állapotú motorblokk.
1980-ban és 1996-ban két Hawker Hector maradványai kerültek elő Írországban. Az egyik gépet Ausztráliában restaurálják.

## Műszaki adatok
Geometriai méretek és tömegadatok
- Személyzet: 2 fő

- Hossz: 9,9 m
- Szárnyfesztávolság (felül): 11,26 m
- Szárnyfesztávolság (alul): 9,55 m
- Magasság: 3,18 m
- Szárnyfelület: 32,1 m2
- Üres tömeg: 1537 kg
- Maximális felszállótömeg: 2227 kg

Meghajtás
- Hajtómű: 1 × Napier Dagger III 24 hengeres, léghűtéses, H-elrendezésű motor, 805 lóerő (600 kW) teljesítménnyel.
- Légcsavar: két tollú, rögzített állásszögű fa légcsavar

Repülési jellemzők
- Legnagyobb sebesség: 301 km/h, 2000 m-es magasságon
- Átesési sebesség: 80 km/h
- Hatótáv: 480 km
- Gyakorlati csúcsmagasság: 7300 m
- Emelkedési idő: 3000 m-es magasságra: 5 perc 40 másodperc alatt

#### Fegyverzet
- Géppuskák
  - 1 × előretüzelő 7,7 mm-es Vickers Mk.V géppuska
  - 1 × hátrafelé tüzelő 7,7 mm-es Lewis géppuska, forgatható állványon
- Függesztmény: fényképezőgép, ködgyertyák, 2 × 51 kg bombateher, vagy konténerek

## Fordítás
- Ez a szócikk részben vagy egészben a Hawker Hector című angol Wikipédia-szócikk ezen változatának fordításán alapul. Az eredeti cikk szerkesztőit annak laptörténete sorolja fel. Ez a jelzés csupán a megfogalmazás eredetét és a szerzői jogokat jelzi, nem szolgál a cikkben szereplő információk forrásmegjelöléseként.